# Holomelina cyana
Holomelina cyana är en fjärilsart som beskrevs av Paul Dognin 1909. Holomelina cyana ingår i släktet Holomelina och familjen björnspinnare. Inga underarter finns listade i Catalogue of Life.